# Mokrzesz
Mokrzesz – wieś w Polsce położona w województwie śląskim, w powiecie częstochowskim, w gminie Mstów.

## Położenie geograficzne
Mokrzesz leży na skraju Jury Krakowsko-Częstochowskiej, od południa i zachodu otoczona pagórkami, trzy najbliższe to „Figura”, „Pańska Góra”(zwana potocznie „Pańskie”) i „Dupnica”, na północ od wioski rozciąga się Wyżyna Przedborska, natomiast od zachodu obszary leśne („Pachowiec” i „Las Potocki”)
Przez wieś przebiega Droga wojewódzka nr 786, krzyżują się drogi do Żurawia i Krasic.

## Nazwa
Pierwsza wzmianka o miejscowości pochodzi z 1220 roku, z dokumentu biskupa krakowskiego Iwona Odrowąża w którym miejscowość wymieniona jest w formie Matrzessa. Kolejna wzmianka o miejscowości znajduje się w łacińskim dokumencie z 1250 roku wydanym przez papieża Innocentego IV w Lyonie gdzie wieś zanotowana została w zlatynizowanej, staropolskiej formie „Mocresa”.

## Historia miejscowości
Początki miejscowości sięgają średniowiecza. W 1220 r. miała składać dziesięcinę klasztorowi Kanoników regularnych we Mstowie.
W latach 80. XVIII w. wieś była własnością Kazimierza Tymowskiego, chorążego piotrkowskiego, a po nim Mikołaja i Stanisława Tymowskich. W lustracji pow. lelowskiego w 1789 r. odnotowano, że Mokrzesz i Wola Mokrzeska miały łącznie 53 domy (w tym dwór, browar, dwie karczmy, młyn, 4 chałupy rzemieślnicze) i 267 mieszkańców (w tym 5 Żydów).
W 1792 r. Mokrzesz liczyła 33 domy (w tym dwór i dom żydowski) i 196 mieszkańców (w tym 5 szlachty i 5 Żydów). Natomiast Wola Mokrzeska, będąca własnością szlachecką, miała w tym czasie 21 domów, w tym dom leśniczego, młyn, chałupy leśnego, przychodniego i stelmacha. Mieszkało tu 115 osób (w tym 4 szlachty i 6 Żydów). Z Mokrzeszą związana była jeszcze Skałka, w której znajdowała się chałupa leśnego. Do wsi należał las sosnowy, jodłowy, świerkowy i olszowy. Żydzi należeli do kahału w Janowie.
Po rozbiorach wieś znalazła się w Ekonomii Rządowej Częstochowskiej. W 1806 r. Jarosław Tymowski wykupił wieś z Ekonomii Rządowej. Po 1867 r. miejscowość znalazła się w pow. częstochowskim będącym częścią ówczesnej guberni piotrkowskiej.
W okresie II Rzeczypospolitej pozostając w pow. częstochowskim, należała wraz z nim do woj. kieleckiego. W okresie II wojny światowej Mokrzesz, będąc w Generalnym Gubernatorstwie, należała do dystryktu radomskiego. Następnie w latach 1952-1954 miejscowość była siedzibą gminy Mokrzesz. W latach 1954–1972 wieś należała i była siedzibą władz gromady Mokrzesz. W okresie 1954–1956 we wsi funkcjonowała Rolnicza Spółdzielnia Produkcyjna (RSP). W latach 1975–1998 miejscowość administracyjnie należała do województwa częstochowskiego. W 1953 r. w Mokrzeszy utworzono bibliotekę.
Według danych z końca 1970 r., Mokrzesz obejmowała 1153 ha powierzchni i liczyła 804 mieszkańców, OSP liczyła 19 strażaków. Przez dziesiątki lat Mokrzesz należała do parafii w Żurawiu, 1 października 1988 biskup Stanisław Nowak erygował parafię, wyłączając jej teren z parafii św. Bartłomieja w Żurawiu, pracę duszpasterską i katechetyczną prowadził ks. S. Kaczmarek.

## Sport
W Mokrzeszy funkcjonuje Klub Sportowy "Iskra" Mokrzesz, który został założony w 2007 roku. Aktualnie swoje rozgrywki odbywa w Klasie B w piłce nożnej mężczyzn.

## Spis ulic
- Częstochowska
- Kościelna
- Krótka
- Ogrodowa
- Równoległa
- Wygwizdów

## Instytucje działające w Mokrzeszy
- Szkoła podstawowa
- Filia Biblioteki Publicznej
- Jednostka OSP
- Klub piłkarski Iskra Mokrzesz[7]
- Parafia katolicka pw. św. M.M. Kolbego
- Ośrodek zdrowia
- Gabinet dentystyczny
- Punkt apteczny

## Znani ludzie
- Walenty Zwierkowski – polski publicysta niepodległościowy, polityk, uczestnik wojen napoleońskich i powstania listopadowego w stopniu majora